# Gomphus flavipes
The River Clubtail or Yellow-legged Dragonfly (Gomphus flavipes) là một loài chuồn chuồn ngô thuộc họ Gomphidae. Nó được tìm thấy ở châu Âu. Its natural habitat are rivers và large streams.
The species is 50–55 mm long. The dragonfly gặp ở tháng 6 đến tháng 9 tùy theo địa điểm.

## Hình ảnh

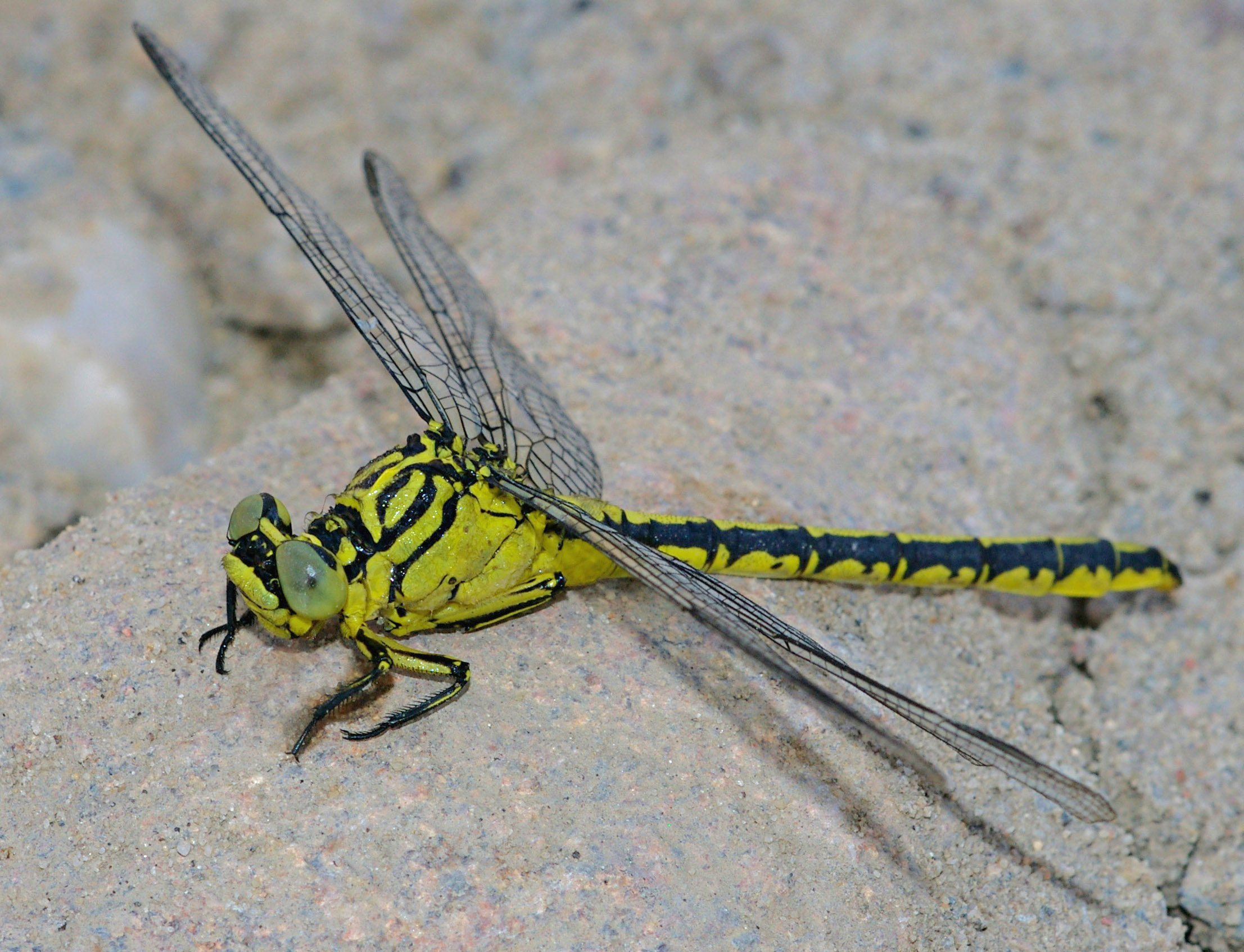
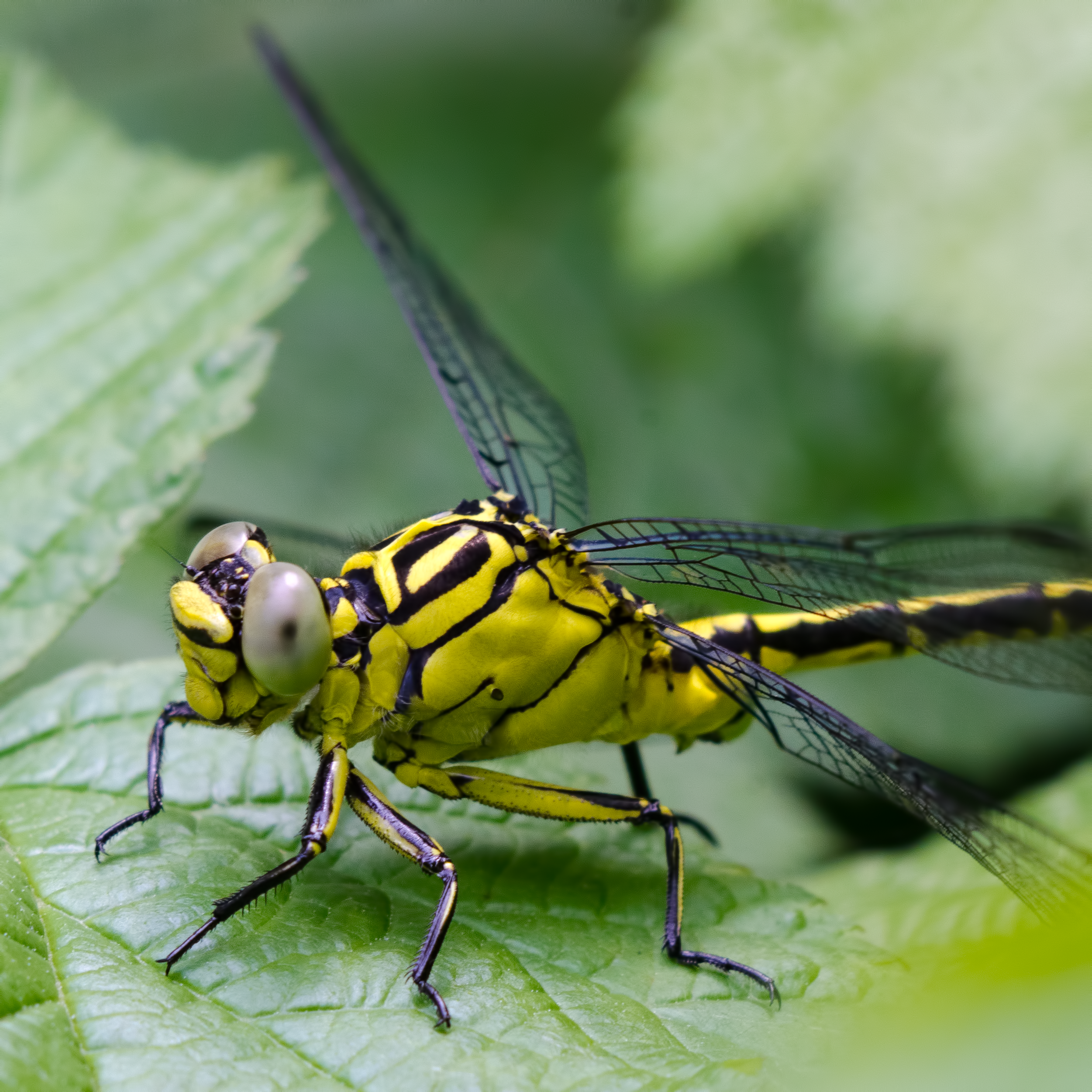
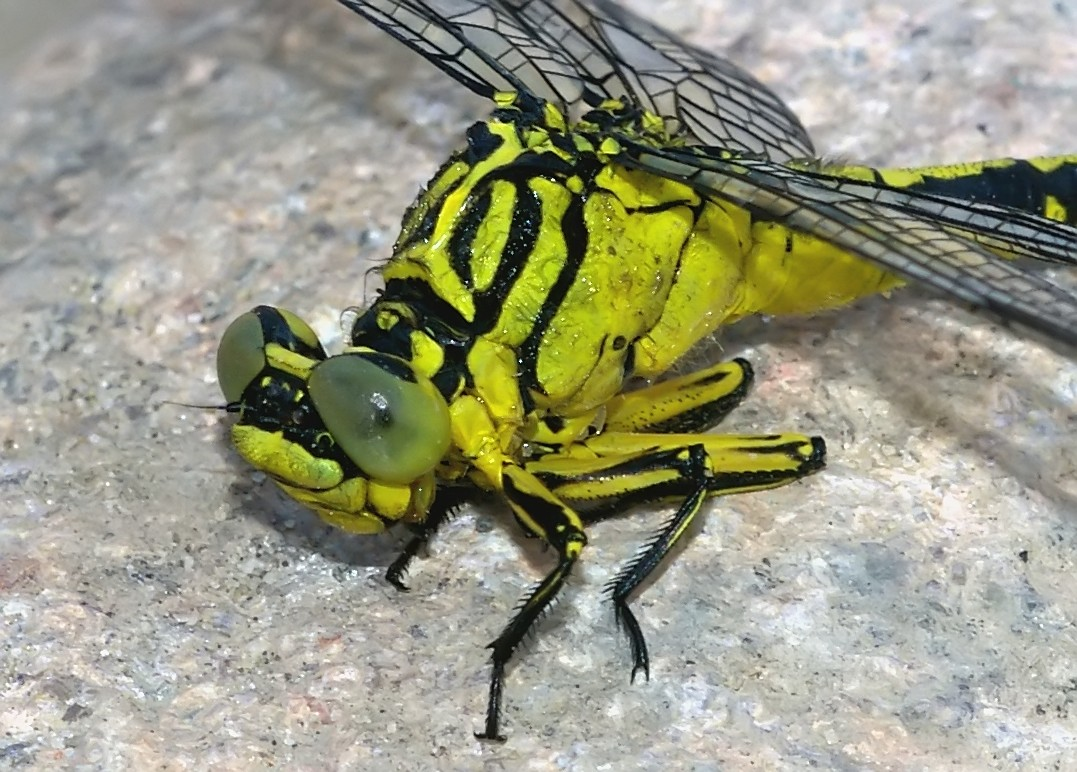
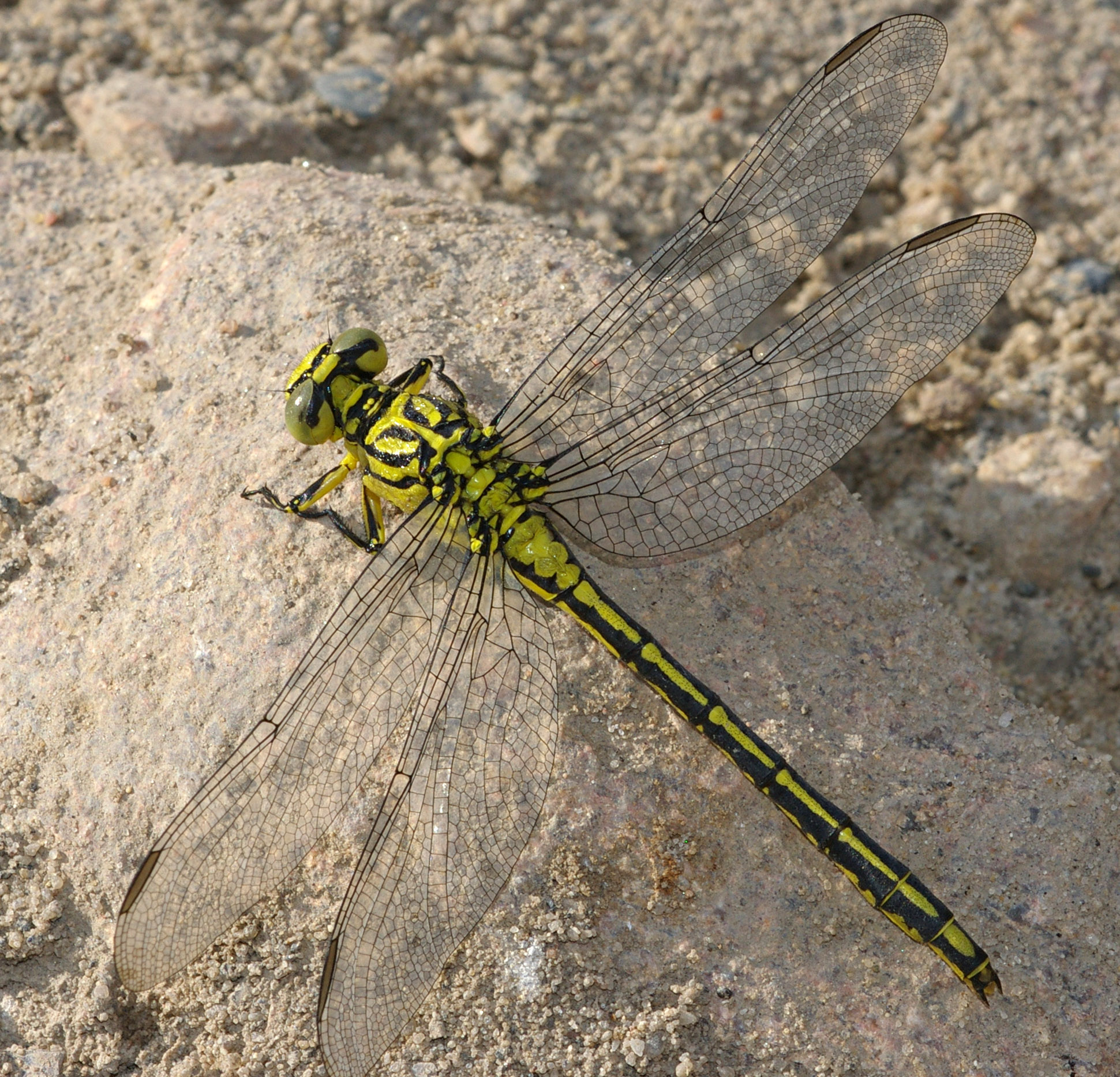